# Archidiocèse de Saurimo
L'archidiocèse métropolitain de Saurimo est l'un des cinq archidiocèses de l'Angola. 
Ses diocèses suffragants sont Dundo et Lwena (pt).

## Historique
Le diocèse de Henrique de Carvalho est érigé le 10 août 1975 à partir de territoires du diocèse de Malanje. Il est alors suffragant de l'archidiocèse de Luanda. 
Il est rebaptisé diocèse de Saurimo en 1979. En 2001, il perd une partie de son territoire lors de la création du diocèse de Dundo. Il est élevé au rang d'archidiocèse métropolitain le 12 avril 2011 avec deux diocèses suffragants : Dundo et Lwena.

## Liste des évêques et archevêques
L'archevêque actuel est José Manuel Imbamba depuis le 12 avril 2011. 